# Чемпионат мира по мотокроссу
Чемпионат мира по мотокроссу ФИМ (англ. FIM Motocross World Championship) — главное международное соревнование по мотокроссу, которое организуется Международной мотоциклетной федерацией (FIM). В настоящее время чемпионат проводится в классах MXGP и MX2. Продолжительность каждой гонки составляет 30 минут плюс два круга на гонку. Вся серия состоит из 18 этапов с двумя заездами для каждого класса в каждом этапе.

## История
Первый чемпионат мира по мотокроссу, организованный FIM, состоялся в 1957 году с участием мотоциклом с объёмом двигателя 500 см³. С 1962 года стало проводиться состязание для мотоциклов объёмом двигателя 250 см³, а с 1975 добавился класс 125 см³. До 1957 года этот турнир был известен как чемпионат Европы.
В 2002 году ФИМ, следуя развитию технологий в моторостроении и экологическим требованиям, изменил требования к моторам: экологически безопасными были признаны четырёхтактные двигатели. Был учреждён класс MX1, допускавший двухтактные двигатели объёмом до 250 см³ и четырёхтактные с объёмом до 450 см³. Вторым классом стал MX2 с двухтактными двигателями объёмом до 125 см³ и четырёхтактными с объёмом до 250 см³. К классу MX3 были отнесены двухтактные двигатели объёмом до 500 см³ и четырёхтактные с объёмом до 650 см³.

## Чемпионы мира по годам
Розовым фоном выделен чемпионат Европы
| 1952 | 1) Виктор Лелю (Saroléa) 2) Огюст Мингельс (Matchless) 3) Джон Эйвери (BSA)            |                                                                                       |                                                                                          |                                                                                     |
| 1953 | 1) Огюст Мингельс (FN) 2) Рене Батен (Saroléa) 3) Виктор Лелю (FN)                     |                                                                                       |                                                                                          |                                                                                     |
| 1954 | 1) Огюст Мингельс (FN) 2) Рене Батен (Saroléa) 3) Виктор Лелю (FN) 3) Джефф Смит (BSA) |                                                                                       |                                                                                          |                                                                                     |
| 1955 | 1) Джон Дрейпер (BSA) 2) Билл Нильссон (BSA) 3) Стен Лундин (BSA)                      |                                                                                       |                                                                                          |                                                                                     |
| 1956 | 1) Лес Арчер (Norton) 2) Джон Дрейпер (BSA) 3) Ник Янсен (Matchless)                   |                                                                                       |                                                                                          |                                                                                     |
| Год  | 500см³                                                                                 | 250см³                                                                                |                                                                                          |                                                                                     |
| 1957 | 1) Билл Нильссон (AJS) 2) Рене Батен (FN) 3) Стен Лундин (Monark)                      | 1) Фритц Бетцельбахер (Maico) 2) Вилли Эстерле (Maico) 3) Яромир Чижек (Jawa)         |                                                                                          |                                                                                     |
| 1958 | 1) Рене Батен (FN) 2) Билл Нильссон (Crescent) 3) Стен Лундин (Monark)                 | 1) Яромир Чижек (Jawa) 2) Рольф Тибблин (Husqvarna) 3) Рольф Мюллер (Maico)           |                                                                                          |                                                                                     |
| 1959 | 1) Стен Лундин (Monark) 2) Билл Нильссон (Crescent) 3) Дэвид Кёртис (Matchless)        | 1) Рольф Тибблин (Husqvarna) 2) Брайан Стоунбридж (Greeves) 3) Яромир Чижек (Jawa)    |                                                                                          |                                                                                     |
| 1960 | 1) Билл Нильссон (Husqvarna) 2) Стен Лундин (Monark) 3) Рольф Тибблин (Husqvarna)      | 1) Дейв Бикерс (Greeves) 2) Джефф Смит (BSA) 3) Мирослав Соучек (ČZ)                  |                                                                                          |                                                                                     |
| 1961 | 1) Стен Лундин (Lito) 2) Билл Нильссон (Husqvarna) 3) Гуннар Юханссон (Lito)           | 1) Дейв Бикерс (Greeves) 2) Артур Лэмпкин (BSA) 3) Джефф Смит (BSA)                   |                                                                                          |                                                                                     |
| 1962 | 1) Рольф Тибблин (Husqvarna) 2) Гуннар Юханссон (Lito) 3) Стен Лундин (Lito)           | 1) Торстен Халльман (Husqvarna) 2) Джефф Смит (BSA) 3) Артур Лэмпкин (BSA)            |                                                                                          |                                                                                     |
| 1963 | 1) Рольф Тибблин (Husqvarna) 2) Стен Лундин (Lito) 3) Джефф Смит (BSA)                 | 1) Торстен Халльман (Husqvarna) 2) Властимил Валек (ČZ) 3) Игорь Григорьев (ČZ)       |                                                                                          |                                                                                     |
| 1964 | 1) Джефф Смит (BSA) 2) Рольф Тибблин (Hedlund) 3) Стен Лундин (Lito)                   | 1) Жоэль Робер (ČZ) 2) Торстен Халльман (Husqvarna) 3) Виктор Арбеков (ČZ)            |                                                                                          |                                                                                     |
| 1965 | 1) Джефф Смит (BSA) 2) Пауль Фридрихс (ČZ) 3) Рольф Тибблин (ČZ)                       | 1) Виктор Арбеков (ČZ) 2) Жоэль Робер (ČZ) 3) Дейв Бикерс (Greeves)                   |                                                                                          |                                                                                     |
| 1966 | 1) Пауль Фридрихс (ČZ) 2) Рольф Тибблин (ČZ) 3) Джефф Смит (BSA)                       | 1) Торстен Халльман (Husqvarna) 2) Жоэль Робер (ČZ) 3) Петр Добри (ČZ)                |                                                                                          |                                                                                     |
| 1967 | 1) Пауль Фридрихс (ČZ) 2) Джефф Смит (BSA) 3) Дейв Бикерс (ČZ)                         | 1) Торстен Халльман (Husqvarna) 2) Жоэль Робер (ČZ) 3) Олле Петтерсон (Husqvarna)     |                                                                                          |                                                                                     |
| 1968 | 1) Пауль Фридрихс (ČZ) 2) Джон Бэнкс (BSA) 3) Оке Йонссон (Husqvarna)                  | 1) Жоэль Робер (ČZ) 2) Торстен Халльман (Husqvarna) 3) Сильвен Гебурс (ČZ)            |                                                                                          |                                                                                     |
| 1969 | 1) Бенгт Оберг (Husqvarna) 2) Джон Бэнкс (BSA) 3) Пауль Фридрихс (ČZ)                  | 1) Жоэль Робер (ČZ) 2) Сильвен Гебурс (ČZ) 3) Олле Петтерсон (Suzuki)                 |                                                                                          |                                                                                     |
| 1970 | 1) Бенгт Оберг (Husqvarna) 2) Арне Кринг (Husqvarna) 3) Оке Йонссон (Maico)            | 1) Жоэль Робер (Suzuki) 2) Сильвен Гебурс (Suzuki) 3) Роже Де Костер (ČZ)             |                                                                                          |                                                                                     |
| 1971 | 1) Роже Де Костер (Suzuki) 2) Оке Йонссон (Maico) 3) Адольф Вайль (Maico)              | 1) Жоэль Робер (Suzuki) 2) Хокон Андерссон (Husqvarna) 3) Сильвен Гебурс (Suzuki)     |                                                                                          |                                                                                     |
| 1972 | 1) Роже Де Костер (Suzuki) 2) Пауль Фридрихс (ČZ) 3) Хейкки Миккола (Husqvarna)        | 1) Жоэль Робер (Suzuki) 2) Хокон Андерссон (Yamaha) 3) Сильвен Гебурс (Suzuki)        |                                                                                          |                                                                                     |
| 1973 | 1) Роже Де Костер (Suzuki) 2) Вилли Бауэр (Maico) 3) Як ван Велтховен (Yamaha)         | 1) Хокон Андерссон (Yamaha) 2) Адольф Вайль (Maico) 3) Хейкки Миккола (Husqvarna)     |                                                                                          |                                                                                     |
| 1974 | 1) Хейкки Миккола (Husqvarna) 2) Роже Де Костер (Suzuki) 3) Адольф Вайль (Maico)       | 1) Геннадий Моисеев (KTM) 2) Ярослав Фальта (ČZ) 3) Харри Эвертс (Puch)               |                                                                                          |                                                                                     |
| Год  | 500см³                                                                                 | 250см³                                                                                | 125см³                                                                                   |                                                                                     |
| 1975 | 1) Роже Де Костер (Suzuki) 2) Хейкки Миккола (Husqvarna) 3) Геррит Волсинк (Suzuki)    | 1) Харри Эвертс (Puch) 2) Хокон Андерссон (Yamaha) 3) Вилли Бауэр (Suzuki)            | 1) Гастон Райе (Suzuki) 2) Жильбер де Ровер (Zündapp) 3) Антонин Баборовски (ČZ)         |                                                                                     |
| 1976 | 1) Роже Де Костер (Suzuki) 2) Геррит Волсинк (Suzuki) 3) Адольф Вайль (Maico)          | 1) Хейкки Миккола (Husqvarna) 2) Геннадий Моисеев (KTM) 3) Владимир Кавинов (KTM)     | 1) Гастон Райе (Suzuki) 2) Иржи Хуравы (ČZ) 3) Зденек Велки (ČZ)                         |                                                                                     |
| 1977 | 1) Хейкки Миккола (Yamaha) 2) Роже Де Костер (Suzuki) 3) Геррит Волсинк (Suzuki)       | 1) Геннадий Моисеев (KTM) 2) Владимир Кавинов (KTM) 3) Андре Малерб (KTM)             | 1) Гастон Райе (Suzuki) 2) Герард Ронд (Yamaha) 3) Андре Массан (Yamaha)                 |                                                                                     |
| 1978 | 1) Хейкки Миккола (Yamaha) 2) Брэд Лаки (Honda) 3) Роже Де Костер (Suzuki)             | 1) Геннадий Моисеев (KTM) 2) Торлейф Хансен (Kawasaki) 3) Ханс Майш (Maico)           | 1) Акира Ватанабе (Suzuki) 2) Гастон Райе (Suzuki) 3) Герард Ронд (Yamaha)               |                                                                                     |
| 1979 | 1) Грэм Нойс (Honda) 2) Геррит Волсинк (Suzuki) 3) Андре Малерб (Honda)                | 1) Хокан Карлквист (Husqvarna) 2) Нил Хадсон (Maico) 3) Владимир Кавинов (KTM)        | 1) Харри Эвертс (Suzuki) 2) Акира Ватанабе (Suzuki) 3) Гастон Райе (Yamaha)              |                                                                                     |
| 1980 | 1) Андре Малерб (Honda) 2) Брэд Лаки (Kawasaki) 3) Хокан Карлквист (Yamaha)            | 1) Жорж Жобе (Suzuki) 2) Кес ван дер Вен (Maico) 3) Димитр Рангелов (Husqvarna)       | 1) Харри Эвертс (Suzuki) 2) Микеле Ринальди (TGM) 3) Эрик Гебурс (Suzuki)                |                                                                                     |
| 1981 | 1) Андре Малерб (Honda) 2) Грэм Нойс (Honda) 3) Хокан Карлквист (Yamaha)               | 1) Нил Хадсон (Yamaha) 2) Жорж Жобе (Suzuki) 3) Кес ван дер Вен (KTM)                 | 1) Харри Эвертс (Suzuki) 2) Эрик Гебурс (Suzuki) 3) Микеле Ринальди (Gilera)             |                                                                                     |
| 1982 | 1) Брэд Лаки (Suzuki) 2) Андре Вроманс (Suzuki) 3) Нил Хадсон (Yamaha)                 | 1) Дэнни Лапорт (Yamaha) 2) Жорж Жобе (Suzuki) 3) Кес ван дер Вен (KTM)               | 1) Эрик Гебурс (Suzuki) 2) Коррадо Маддии (Gilera) 3) Микеле Ринальди (Gilera)           |                                                                                     |
| 1983 | 1) Хокан Карлквист (Yamaha) 2) Андре Малерб (Honda) 3) Грэм Нойс (Honda)               | 1) Жорж Жобе (Suzuki) 2) Дэнни Лапорт (Yamaha) 3) Кес ван дер Вен (KTM)               | 1) Эрик Гебурс (Suzuki) 2) Микеле Ринальди (Suzuki) 3) Джим Гибсон (Yamaha)              |                                                                                     |
| 1984 | 1) Андре Малерб (Honda) 2) Жорж Жобе (Kawasaki) 3) Дэвид Торп (Honda)                  | 1) Хайнц Кинигаднер (KTM) 2) Жаки Вимонд (Yamaha) 3) Джереми Уотли (Suzuki)           | 1) Микеле Ринальди (Suzuki) 2) Коррадо Маддии (Cagiva) 3) Кес ван дер Вен (KTM)          |                                                                                     |
| 1985 | 1) Дэвид Торп (Honda) 2) Андре Малерб (Honda) 3) Эрик Гебурс (Honda)                   | 1) Хайнц Кинигаднер (KTM) 2) Жаки Вимонд (Yamaha) 3) Герт-Ян ван Дорн (Honda)         | 1) Пекка Вехконен (Cagiva) 2) Давид Стрейбос (Honda) 3) Коррадо Маддии (Cagiva)          |                                                                                     |
| 1986 | 1) Дэвид Торп (Honda) 2) Андре Малерб (Honda) 3) Эрик Гебурс (Honda)                   | 1) Жаки Вимонд (Yamaha) 2) Микеле Ринальди (Suzuki) 3) Герт-Ян ван Дорн (Honda)       | 1) Давид Стрейбос (Cagiva) 2) Джон ван ден Берк (Yamaha) 3) Массимо Контини (Cagiva)     |                                                                                     |
| 1987 | 1) Жорж Жобе (Honda) 2) Кёрт Николл (Kawasaki) 3) Кес ван дер Вен (KTM)                | 1) Эрик Гебурс (Honda) 2) Пекка Вехконен (Cagiva) 3) Йёрген Нильссон (Honda)          | 1) Джон ван ден Берк (Yamaha) 2) Давид Стрейбос (Cagiva) 3) Жан-Мишель Байль (Honda)     |                                                                                     |
| 1988 | 1) Эрик Гебурс (Honda) 2) Кёрт Николл (Kawasaki) 3) Дэвид Торп (Honda)                 | 1) Джон ван ден Берк (Yamaha) 2) Пекка Вехконен (Cagiva) 3) Родни Смит (Suzuki)       | 1) Жан-Мишель Байль (Honda) 2) Давид Стрейбос (Cagiva) 3) Педро Трагтер (Honda)          |                                                                                     |
| 1989 | 1) Дэвид Торп (Honda) 2) Джефф Лейск (Honda) 3) Эрик Гебурс (Honda)                    | 1) Жан-Мишель Байль (Honda) 2) Пекка Вехконен (Yamaha) 3) Джон ван ден Берк (Yamaha)  | 1) Трампас Паркер (KTM) 2) Алессандро Пуцар (Suzuki) 3) Майк Хили (KTM)                  |                                                                                     |
| 1990 | 1) Эрик Гебурс (Honda) 2) Кёрт Николл (KTM) 3) Дирк Гёкенс (Honda)                     | 1) Алессандро Пуцар (Suzuki) 2) Пекка Вехконен (Yamaha) 3) Джон ван ден Берк (Suzuki) | 1) Донни Шмит (Suzuki) 2) Бобби Мур (KTM) 3) Стефан Эвертс (Suzuki)                      |                                                                                     |
| 1991 | 1) Жорж Жобе (Honda) 2) Жаки Мартанс (KTM) 3) Дирк Гёкенс (Honda)                      | 1) Трампас Паркер (Honda) 2) Майк Хили (KTM) 3) Алессандро Пуцар (Suzuki)             | 1) Стефан Эвертс (Suzuki) 2) Бобби Мур (KTM) 3) Педро Трагтер (Suzuki)                   |                                                                                     |
| 1992 | 1) Жорж Жобе (Honda) 2) Кёрт Николл (KTM) 3) Билли Лайлз (Honda)                       | 1) Донни Шмит (Yamaha) 2) Бобби Мур (Yamaha) 3) Эдвин Эвертсен (Kawasaki)             | 1) Грег Альбертин (Honda) 2) Давид Стрейбос (Honda) 3) Педро Трагтер (Suzuki)            |                                                                                     |
| 1993 | 1) Жаки Мартанс (Husqvarna) 2) Йёрген Нильссон (Honda) 3) Жоэль Сметс (Husaberg)       | 1) Грег Альбертин (Honda) 2) Стефан Эвертс (Suzuki) 3) Донни Шмит (Yamaha)            | 1) Педро Трагтер (Suzuki) 2) Ив Демария (Suzuki) 3) Давид Стрейбос (Honda)               |                                                                                     |
| 1994 | 1) Маркус Ханссон (Honda) 2) Жаки Мартанс (Husqvarna) 3) Жоэль Сметс (Vertemati)       | 1) Грег Альбертин (Suzuki) 2) Стефан Эвертс (Kawasaki) 3) Ив Демария (Honda)          | 1) Бобби Мур (Yamaha) 2) Алессио Кьоди (Honda) 3) Педро Трагтер (Suzuki)                 |                                                                                     |
| 1995 | 1) Жоэль Сметс (Husaberg) 2) Трампас Паркер (KTM) 3) Дэррил Кинг (Kawasaki)            | 1) Стефан Эвертс (Kawasaki) 2) Марник Бервутс (Suzuki) 3) Тэллон Фоланд (Kawasaki)    | 1) Алессандро Пуцар (Honda) 2) Алессио Кьоди (Yamaha) 3) Себастьен Тортелли (Kawasaki)   |                                                                                     |
| 1996 | 1) Шейн Кинг (KTM) 2) Жоэль Сметс (Husaberg) 3) Петер Юханссон (Husqvarna)             | 1) Стефан Эвертс (Honda) 2) Марник Бервутс (Suzuki) 3) Тэллон Фоланд (Kawasaki)       | 1) Себастьен Тортелли (Kawasaki) 2) Пол Малин (Yamaha) 3) Фредерик Вьялле (Yamaha)       |                                                                                     |
| 1997 | 1) Жоэль Сметс (Husaberg) 2) Дэррил Кинг (Husqvarna) 3) Шейн Кинг (KTM)                | 1) Стефан Эвертс (Honda) 2) Марник Бервутс (Suzuki) 3) Пит Байрер (Honda)             | 1) Алессио Кьоди (Yamaha) 2) Алессандро Пуцар ™ 3) Клаудио Фредеричи (Husqvarna)         |                                                                                     |
| 1998 | 1) Жоэль Сметс (Husaberg) 2) Дэррил Кинг (Husqvarna) 3) Петер Юханссон (Yamaha)        | 1) Себастьен Тортелли (Kawasaki) 2) Стефан Эвертс (Honda) 3) Пит Байрер (Honda)       | 1) Алессио Кьоди (Husqvarna) 2) Давид Вюийемен (Yamaha) 3) Алессандро Пуцар ™            |                                                                                     |
| 1999 | 1) Андреа Бартолини (Yamaha) 2) Петер Юханссон (KTM) 3) Жоэль Сметс (Husaberg)         | 1) Фредерик Боллей (Honda) 2) Пит Байрер (Kawasaki) 3) Давид Вюийемен (Yamaha)        | 1) Алессио Кьоди (Husqvarna) 2) Клаудио Фредеричи (Yamaha) 3) Майк Браун (Honda)         |                                                                                     |
| 2000 | 1) Жоэль Сметс (KTM) 2) Марник Бервутс (Yamaha) 3) Петер Юханссон                      | 1) Фредерик Боллей (Honda) 2) Микаэль Пишон (Suzuki) 3) Пит Байрер (Kawasaki)         | 1) Грант Лэнгстон (KTM) 2) Джеймс Добб 3) Майк Браун                                     |                                                                                     |
| 2001 | 1) Стефан Эвертс (Yamaha) 2) Жоэль Сметс (KTM) 3) Марник Бервутс (Yamaha)              | 1) Микаэль Пишон (Suzuki) 2) Чед Рид (Kawasaki) 3) Гордон Крокард (Honda)             | 1) Джеймс Добб (KTM) 2) Стив Рамон (Kawasaki) 3) Эрик Эггенс (KTM)                       |                                                                                     |
| 2002 | 1) Стефан Эвертс (Yamaha) 2) Жоэль Сметс (KTM) 3) Хавьер Гарсия Вико (KTM)             | 1) Микаэль Пишон (Suzuki) 2) Джош Коппинз (Honda) 3) Пит Байрер (Honda)               | 1) Микаэль Маскьё (Kawasaki) 2) Стив Рамон (KTM) 3) Патрик Капс (KTM)                    |                                                                                     |
| Год  | MXGP                                                                                   | MX2                                                                                   | 650см³                                                                                   |                                                                                     |
| 2003 | 1) Стефан Эвертс (Yamaha) 2) Жоэль Сметс (KTM) 3) Микаэль Пишон (Suzuki)               | 1) Стив Рамон (KTM) 2) Стефан Эвертс (Yamaha) 3) Андреа Бартолини (Yamaha)            | 1) Жоэль Сметс (KTM) 2) Хавьер Гарсия Вико (KTM) 3) Седрик Меллотт (Honda)               |                                                                                     |
| Год  | MX1                                                                                    | MX2                                                                                   | MX3                                                                                      | WMX                                                                                 |
| 2004 | 1) Стефан Эвертс (Yamaha) 2) Микаэль Пишон (Honda) 3) Джош Коппинз (Honda)             | 1) Бен Таунли (KTM) 2) Тила Раттрей (KTM) 3) Антонио Кайроли (Yamaha)                 | 1) Ив Демария (KTM) 2) Кристиан Беджи (Honda) 3) Даниэле Брикка (Honda)                  |                                                                                     |
| 2005 | 1) Стефан Эвертс (Yamaha) 2) Джош Коппинз (Honda) 3) Бен Таунли (KTM)                  | 1) Антонио Кайроли (Yamaha) 2) Эндрю Макфарлен (Yamaha) 3) Алессио Кьоди (Yamaha)     | 1) Свен Брёгельманс (KTM) 2) Ив Демария (KTM) 3) Жюльен Билль (KTM)                      | 1) Стефани Лайер (KTM) 2) Кэтрин Прамм (Kawasaki) 3) Ливия Ланселот (Yamaha)        |
| 2006 | 1) Стефан Эвертс (Yamaha) 2) Кевин Стрейбос (Suzuki) 3) Стив Рамон (Suzuki)            | 1) Кристоф Пурсель (Kawasaki) 2) Антонио Кайроли (Yamaha) 3) Давид Филлиппартс (KTM)  | 1) Ив Демария (KTM) 2) Свен Брёгельманс (KTM) 3) Кристиан Беджи (Honda)                  | 1) Кэтрин Прамм (Kawasaki) 2) Стефани Лайер (KTM) 3) Ливия Ланселот (Yamaha)        |
| 2007 | 1) Стив Рамон (Suzuki) 2) Кевин Стрейбос (Suzuki) 3) Джош Коппинз (Yamaha)             | 1) Антонио Кайроли (Yamaha) 2) Томми Сэрл (KTM) 3) Кристоф Пурсель (Kawasaki)         | 1) Ив Демария (Yamaha) 2) Свен Брёгельманс (KTM) 3) Юсси-Пекка Вехвилайнен (Honda)       | 1) Кэтрин Прамм (Kawasaki) 2) Ливия Ланселот (Kawasaki) 3) Мария Франке (Kawasaki)  |
| 2008 | 1) Давид Филлиппартс (Yamaha) 2) Стив Рамон (Suzuki) 3) Кен Де Диккер (Suzuki)         | 1) Тила Раттрей (KTM) 2) Томми Сэрл (KTM) 3) Николя Обэн (Yamaha)                     | 1) Свен Брёгельманс (KTM) 2) Кристиан Беджи (Honda) 3) Кристоф Мартен (Husqvarna)        | 1) Ливия Ланселот (Kawasaki) 2) Стефани Лайер (KTM) 3) Мария Франке (Kawasaki)      |
| 2009 | 1) Антонио Кайроли (Yamaha) 2) Макс Нагль (KTM) 3) Клеман Десалль (Honda)              | 1) Марвин Мюсквин (KTM) 2) Руй Гонсалвиш (KTM) 3) Готье Полен (Kawasaki)              | 1) Пьер Рене (Suzuki) 2) Алекс Сальвини (Husqvarna) 3) Антти Пюрхонен (Honda)            | 1) Стефани Лайер (KTM) 2) Ларисса Папенмайер (Suzuki) 3) Натали Кейн (KTM)          |
| 2010 | 1) Антонио Кайроли (KTM) 2) Клеман Десалль (Suzuki) 3) Давид Филлиппартс (Yamaha)      | 1) Марвин Мюсквин (KTM) 2) Кен Роксен (Suzuki) 3) Стивен Фроссард (Kawasaki)          | 1) Карлос Кампано (Yamaha) 2) Алекс Сальвини (Husqvarna) 3) Матевж Ирт (Husqvarna)       | 1) Стефани Лайер (KTM) 2) Ливия Ланселот (KTM) 3) Ларисса Папенмайер (Suzuki)       |
| 2011 | 1) Антонио Кайроли (KTM) 2) Стивен Фроссард (Yamaha) 3) Клемент Десаль (Suzuki)        | 1) Кен Роксен (KTM) 2) Джеффри Херлингс (KTM) 3) Томми Сэрл (Kawasaki)                | 1) Жюльен Билль (Honda) 2) Милко Потисек (Honda) 3) Мартин Михек (KTM)                   | 1) Стефани Лайер (KTM) 2) Кьяра Фонтанези (Yamaha) 3) Ларисса Папенмайер (KTM)      |
| 2012 | 1) Антонио Кайроли (KTM) 2) Клемент Десаль (Suzuki) 3) Готье Полин (Kawasaki)          | 1) Джеффри Херлингс (KTM) 2) Томми Сэрл (Kawasaki) 3) Джереми ван Хоребек (KTM)       | 1) Маттиас Валькнер (KTM) 2) Мартин Михек (KTM) 3) Гюнтер Шмидингер (Honda)              | 1) Кьяра Фонтанези (Yamaha) 2) Натали Кейн (KTM) 3) Бритт ван дер Веккен (Honda)    |
| 2013 | 1) Антонио Кайроли (KTM) 2) Клемент Десаль (Suzuki) 3) Кен де Дайкер (KTM)             | 1) Джеффри Херлингс (KTM) 2) Жорди Тексье (KTM) 3) Хосе Бутрон (KTM)                  | 1) Клемен Герчар (Honda) 2) Мартин Михек (KTM) 3) Маттиас Валькнер (KTM)                 | 1) Кьяра Фонтанези (Yamaha) 2) Меган Ратледж (Kawasaki) 3) Стефани Лайер (Kawasaki) |
| Год  | MXGP                                                                                   | MX2                                                                                   | WMX                                                                                      |                                                                                     |
| 2014 | 1) Антонио Кайроли (KTM) 2) Джереми ван Хорбик (Yamaha) 3) Кевин Страйбос (Suzuki)     | 1) Жорди Тексье (KTM) 2) Джеффри Херлингс (KTM) 3) Ромен Фебр (Husqvarna)             | 1) Кьяра Фонтанези (Yamaha) 2) Меган Ратледж (Kawasaki) 3) Ливия Ланселот (Kawasaki)     |                                                                                     |
| 2015 | 1) Ромен Фебр (Yamaha) 2) Готье Полин (Honda) 3) Евгений Бобрышев (Honda)              | 1) Тим Гайзер (Honda) 2) Паульс Йонасс (KTM) 3) Макс Ансти (Kawasaki)                 | 1) Кьяра Фонтанези (Yamaha) 2) Ливия Ланселот (Kawasaki) 3) Нэнси ван де Вен (Yamaha)    |                                                                                     |
| 2016 | 1) Тим Гайзер (Honda) 2) Антонио Кайроли (KTM) 3) Макс Нагл (Husqvarna)                | 1) Джеффри Херлингс (KTM) 2) Джереми Сивер (Suzuki) 3) Бенуа Патурель (Yamaha)        | 1) Ливия Ланселот (Kawasaki) 2) Нэнси ван де Вен (Yamaha) 3) Ларисса Папенмайер (Suzuki) |                                                                                     |
| 2017 | 1) Антонио Кайроли (KTM) 2) Джеффри Херлингс (KTM) 3) Готье Полин (Husqvarna)          | 1) Паульс Йонасс (KTM) 2) Джереми Сивер (Suzuki) 3) Томас Кьер Олсен (Husqvarna)      | 1) Кьяра Фонтанези (Yamaha) 2) Ливия Ланселот (Kawasaki) 3) Кортни Данкан (?TBA?)        |                                                                                     |
| 2018 | 1) Джеффри Херлингс (KTM) 2) Антонио Кайроли (KTM) 3) Клемент Десаль (Kawasaki)        | 1) Хорхе Прадо (KTM) 2) Паульс Йонасс (KTM) 3) Томас Кьер Олсен (Husqvarna)           | 1) Кьяра Фонтанези (Yamaha) 2) Нэнси ван де Вен (Yamaha) 3) Ларисса Папенмайер (Suzuki)  |                                                                                     |
| 2019 | 1) Тим Гайзер (Honda) 2) Джереми Сивер (Yamaha) 3) Глен Гольденхофф (KTM)              | 1) Хорхе Прадо (KTM) 2) Томас Кьер Олсен (Husqvarna) 3) Яго Гертс (Yamaha)            | 1) Кортни Данкан (Kawasaki) 2) Нэнси ван де Вен (Yamaha) 3) Ларисса Папенмайер (Yamaha)  |                                                                                     |
| 2020 | 1) Тим Гайзер (Honda) 2) Джереми Сивер (Yamaha) 3) Антонио Кайроли (KTM)               | 1) Том Виаль (KTM) 2) Яго Гертс (Yamaha) 3) Максим Рено (Yamaha)                      | 1) Кортни Данкан (Kawasaki) 2) Нэнси ван де Вен (Yamaha) 3) Ларисса Папенмайер (Yamaha)  |                                                                                     |
| 2021 | 1) Джеффри Херлингс (KTM) 2) Ромен Фебр (Kawasaki) 3) Тим Гайзер (Honda)               | 1) Максим Рено (Yamaha) 2) Яго Гертс (Yamaha) 3) Том Виаль (КТМ)                      | 1) Кортни Данкан (Kawasaki) 2) Нэнси ван де Вен (Yamaha) 3) Кьяра Фонтанези (GASGAS)     |                                                                                     |
| 2022 | 1) Тим Гайзер (Honda) 2) Джереми Сивер (Yamaha) 3) TBA                                 | 1) TBA 2) TBA 3) Симон Лангенфельдер (GASGAS)                                         | 1) TBA 2) TBA 3) TBA                                                                     |                                                                                     |

## Чемпионы мира по странам
| Страна          | 500cc / MX3 | 250cc / MX1 / MXGP | 125cc / MX2 | Женский MX | Итого |
| --------------- | ----------- | ------------------ | ----------- | ---------- | ----- |
| Бельгия         | 24          | 18                 | 10          | 0          | 52    |
| Италия          | 1           | 9                  | 7           | 6          | 23    |
| Франция         | 4           | 8                  | 8           | 2          | 22    |
| Швеция          | 10          | 6                  | 0           | 0          | 16    |
| Великобритания  | 6           | 1                  | 1           | 0          | 8     |
| Нидерланды      | 0           | 2                  | 6           | 0          | 8     |
| США             | 1           | 3                  | 3           | 0          | 7     |
| Новая Зеландия  | 1           | 0                  | 1           | 4          | 6     |
| Финляндия       | 3           | 1                  | 1           | 0          | 5     |
| Словения        | 1           | 3                  | 1           | 0          | 5     |
| ЮАР             | 0           | 2                  | 3           | 0          | 5     |
| Германия        | 0           | 0                  | 1           | 4          | 5     |
| СССР            | 0           | 4                  | 0           | 0          | 4     |
| ГДР             | 3           | 0                  | 0           | 0          | 3     |
| Австрия         | 1           | 2                  | 0           | 0          | 3     |
| Испания         | 1           | 0                  | 2           | 0          | 3     |
| Швейцария       | 1           | 0                  | 0           | 0          | 1     |
| Япония · Латвия | 0           | 0                  | 1           | 0          | 1     |

## Чемпионы мира (гонщики — всего титулов)
| Гонщик             | Титулы                                                     |
| ------------------ | ---------------------------------------------------------- |
| Стефан Эвертс      | 10 (3 x MX1, 1 x MXGP, 2 x 500см³, 3 x 250см³, 1 x 125см³) |
| Антонио Кайроли    | 9 (5 x MX1, 2 x MXGP, 2 x MX2)                             |
| Жоэль Робер        | 6 (6 x 250см³)                                             |
| Тим Гайзер         | 5 (1 x MX2, 4 x MXGP)                                      |
| Джеффри Херлингс   | 5 (3 x MX2, 2 x MXGP)                                      |
| Роже Де-Костер     | 5 (5 x 500см³)                                             |
| Жоэль Сметс        | 5 (4 x 500см³, 1 x 650см³)                                 |
| Эрик Гебоэрс       | 5 (2 x 500см³, 1 x 250см³, 2 x 125см³)                     |
| Жорж Жобэ          | 5 (3 x 500см³, 2 x 250см³)                                 |
| Хейкки Миккола     | 4 (3 x 500см³, 1 x 250см³)                                 |
| Торстен Халльман   | 4 (4 x 250см³)                                             |
| Гарри Эвертс       | 4 (1 x 250см³, 3 x 125см³)                                 |
| Андре Малерб       | 3 (3 x 500см³)                                             |
| Дейвид Торп        | 3 (3 x 500см³)                                             |
| Пауль Фридрихс     | 3 (3 x 500см³)                                             |
| Геннадий Моисеев   | 3 (3 x 250см³)                                             |
| Грег Альбертин     | 3 (2 x 250см³, 1 x 125см³)                                 |
| Гастон Райе        | 3 (3 x 125см³)                                             |
| Алессио Кьоди      | 3 (3 x 125см³)                                             |
| Ив Демарья         | 3 (3 x MX3)                                                |
| Хорхе Прадо        | 2 (2 x MX2)                                                |
| Марвин Мюсквин     | 2 (2 x MX2)                                                |
| Жан-Мишель Бейль   | 2 (1 x 250см³, 1 x 125см³)                                 |
| Джон ван-ден-Берк  | 2 (1 x 250см³, 1 x 125см³)                                 |
| Фредерик Боллей    | 2 (2 x 250см³)                                             |
| Свен Брёгелманс    | 2 (2 x MX3)                                                |
| Хокан Карлквист    | 2 (1 x 500см³, 1 x 250см³)                                 |
| Хайнц Кинигаднер   | 2 (2 x 250см³)                                             |
| Стен Лундин        | 2 (2 x 500см³)                                             |
| Билл Нильссон      | 2 (2 x 500см³)                                             |
| Бенгт Оберг        | 2 (2 x 500см³)                                             |
| Трампас Паркер     | 2 (1 x 250см³, 1 x 125см³)                                 |
| Микэль Пишон       | 2 (2 x 250см³)                                             |
| Алессандро Пуцар   | 2 (1 x 250см³, 1 x 125см³)                                 |
| Стив Рамон         | 2 (1 x MX1, 1 x 125см³)                                    |
| Джефф Смит         | 2 (2 x 500см³)                                             |
| Рольф Тибблин      | 2 (2 x 500см³)                                             |
| Себастьен Тортелли | 2 (1 x 250см³, 1 x 125см³)                                 |
| Донни Шмит         | 2 (1 x 250см³, 1 x 125см³)                                 |
| Ромен Фебр         | 1 (1 x MXGP)                                               |
| Паульс Йонасс      | 1 (1 x MX2)                                                |
| Том Виаль          | 1 (1 x MX2)                                                |
| Максим Рено        | 1 (1 x MX2)                                                |
| Кен Роксен         | 1 (1 x MX2)                                                |

По состоянию на 10 ноября 2021 года, без учета MX3 и WMX

## Медальная таблица (страны)
| Место | Страна         | Золото | Серебро | Бронза | Всего |
| ----- | -------------- | ------ | ------- | ------ | ----- |
| 1     | Бельгия        | 57     | 46      | 34     | 137   |
| 2     | Франция        | 19     | 11      | 14     | 44    |
| 3     | Швеция         | 17     | 20      | 18     | 55    |
| 4     | Италия         | 16     | 16      | 14     | 46    |
| 5     | Великобритания | 12     | 19      | 16     | 47    |
| 6     | Нидерланды     | 7      | 11      | 19     | 37    |
| 7     | США            | 7      | 8       | 10     | 25    |
| 8     | Германия       | 5      | 8       | 12     | 25    |
| 9     | Финляндия      | 5      | 5       | 4      | 14    |
| 10    | ЮАР            | 5      | 1       | 0      | 6     |
| 11    | СССР/ Россия   | 4      | 1       | 3      | 8     |
| 12    | Австрия        | 3      | 0       | 2      | 5     |
| 13    | Словения       | 3      | 0       | 1      | 4     |
| 14    | Новая Зеландия | 2      | 4       | 5      | 11    |
| 15    | Чехия          | 1      | 5       | 6      | 12    |
| 16    | Испания        | 1      | 1       | 2      | 4     |
| 17    | Швейцария      | 1      | 1       | 1      | 3     |
| 18    | Япония         | 1      | 1       | 0      | 2     |
| 19    | Австралия      | 0      | 3       | 0      | 3     |
| 20    | Украина        | 0      | 1       | 2      | 3     |
| 21    | Португалия     | 0      | 1       | 0      | 1     |
| 22    | Латвия         | 0      | 1       | 0      | 1     |
| 23    | Болгария       | 0      | 0       | 1      | 1     |
| 24    | Ирландия       | 0      | 0       | 1      | 1     |
| Total | Total          | 164    | 164     | 165    | 493   |

Включая чемпионаты Европы.
По состоянию на конец 2016 года.

## Гран-При наций
Страны, принимавшие этапы Больших Призов.
Страны выделенные жирным шрифтом принимают этапы Гран-При в текущем сезоне.

| - Австралия - Австрия - Аргентина - Бельгия - Болгария - Бразилия - Гватемала - Германия - Греция - Великобритания - Венгрия - Венесуэла - Дания - Индонезия - Ирландия - Испания - Италия - Канада - Катар - Латвия - Люксембург - Мексика | - Нидерланды - Польша - Португалия - Россия - Румыния - Сан-Марино - Словакия - Словения - США - Таиланд - Турция - Украина - Финляндия - Франция - Хорватия - Чехия - Чили - Швейцария - Швеция - ЮАР - Япония |

## Другие чемпионаты
- Чемпионат мира по мотокроссу среди женщин[англ.]
- Чемпионат АМА по суперкроссу[англ.]